# Ayu-mi-x II version Non-Stop Mega Mix
ayu-mi-x II version Non-Stop Mega Mix – ostatnia wersja albumu remiksowego ayu-mi-x II Ayumi Hamasaki. Album został wydany 29 marca 2000 roku, zawiera remiksy z pozostałych trzech części zmiksowane razem przez producenta Shoji Ueda w 70-minutowy megamix. Dysk 2 zawiera wszystkie nowe remiksy, w tym niedokończoną wersję utworu Far Away (HΛL'S MIX 2000) i 6 miksów zrobionych przez ówcześnie amatorskich producentów przez wykorzystanie wokalów zawartych na singlach. Znalazł się na 6. miejscu w rankingu Oricon. Sprzedano 515 410 kopii.

## Lista utworów

### Dysk1 Mega Mixed by Shoji Ueda
| #  | Tytuł                                                                | Czas |
| -- | -------------------------------------------------------------------- | ---- |
| 1  | "kanariya" (Main Radio Mix)                                          | 3:21 |
| 2  | "Fly high" (Vincent De Moor Remix Radio Edit)                        | 3:13 |
| 3  | "WHATEVER" (Ferry 'System F' Corsten Vocal Edit Mix)                 | 2:11 |
| 4  | "appears" (Junior's Appears On The Air)                              | 2:45 |
| 5  | "Boys & Girls" (Junior's Radio Version 〜Acoustic Orchestra version) | 3:27 |
| 6  | "And then" (Rhythm Masters Vocal 7inch Mix)                          | 3:01 |
| 7  | "too late" (Soul Solution Remix)                                     | 1:30 |
| 8  | "Boys & Girls" (Main Radio Mix)                                      | 2:49 |
| 9  | "Trauma (Thunderpuss remix)                                          | 2:07 |
| 10 | "End roll" (Mumu Dub Mix)                                            | 3:03 |
| 11 | "Fly high" (SAMPLE MADNESS REMIX 2)                                  | 2:07 |
| 12 | "monochrome" (Orb 7"Vocal Mix)                                       | 2:56 |
| 13 | "Who..." (Who Dub It?)                                               | 2:29 |
| 14 | "TO BE" (Acoustic Orchestra version)                                 | 1:30 |
| 15 | "WHATEVER" (FPM's WINTER BOSSA)                                      | 3:08 |
| 16 | "Boys & Girls" (Inskadisco mix)                                      | 2:59 |
| 17 | "too late" (LaB LIFe Remix)                                          | 2:38 |
| 18 | "And then" (Future Disc Mix 〜Acoustic Orchestra version)            | 3:29 |
| 19 | "immature" (CLUB BAHIA MIX 〜Acoustic Orchestra version)             | 2:56 |
| 20 | "P.S. II" (Dub's Kingship Remix)                                     | 1:39 |
| 21 | "appears" (DJ-TURBO Remix)                                           | 2:44 |
| 22 | "Fly high" (Groove That Speed Mix 〜Acoustic Orchestra version)      | 2:52 |
| 23 | "monochrome" (D-Z WHITE INSTINCT Mix)                                | 3:21 |
| 24 | "Trauma" (YUKIHIRO FUKUTOMI REMIX)                                   | 3:30 |
| 25 | "End roll" (da urban maesto mix 〜Acoustic Orchestra version)        | 4:02 |
| 26 | "Who..." (Blue Obsession Mix 〜Acoustic Orchestra version)           | 3:32 |

### Dysk2
| #  | Tytuł                                | Remix                 | Czas |
| -- | ------------------------------------ | --------------------- | ---- |
| 1  | "Far away" (HΛL'S MIX 2000)          | HΛL                   | 4:12 |
| 2  | "Prologue" (Hybrid Remix)            | Hybrid                | 3:39 |
| 3  | "Who..." (Who Dub It? -Main Mix-)    | Mad Professor         | 4:10 |
| 4  | "And then" (VOICE SPECTRAL MIX)      | Miki Watanabe         | 4:39 |
| 5  | "immature" (AM3:30 stylus Dub)       | Kenji Kusaka from OIG | 6:28 |
| 6  | "kanariya" (NEUTRAL TRIGGER EDIT)    | HIROKEY               | 2:56 |
| 7  | "kanariya" (engrave mix)             | Huge                  | 2:42 |
| 8  | "kanariya" (W4M Peace & Be Wild Mix) | Ryuichiro Yamaki      | 4:32 |
| 9  | "Fly high" (I.M. Remix)              | Michiaki              | 5:03 |
| 10 | "Fly high" (Higher and higher mix)   | Yuta Nakano           | 4:37 |
| 11 | "Fly high" (POP 'e.a' Mix)           | POP                   | 5:54 |